# Jonalaukis

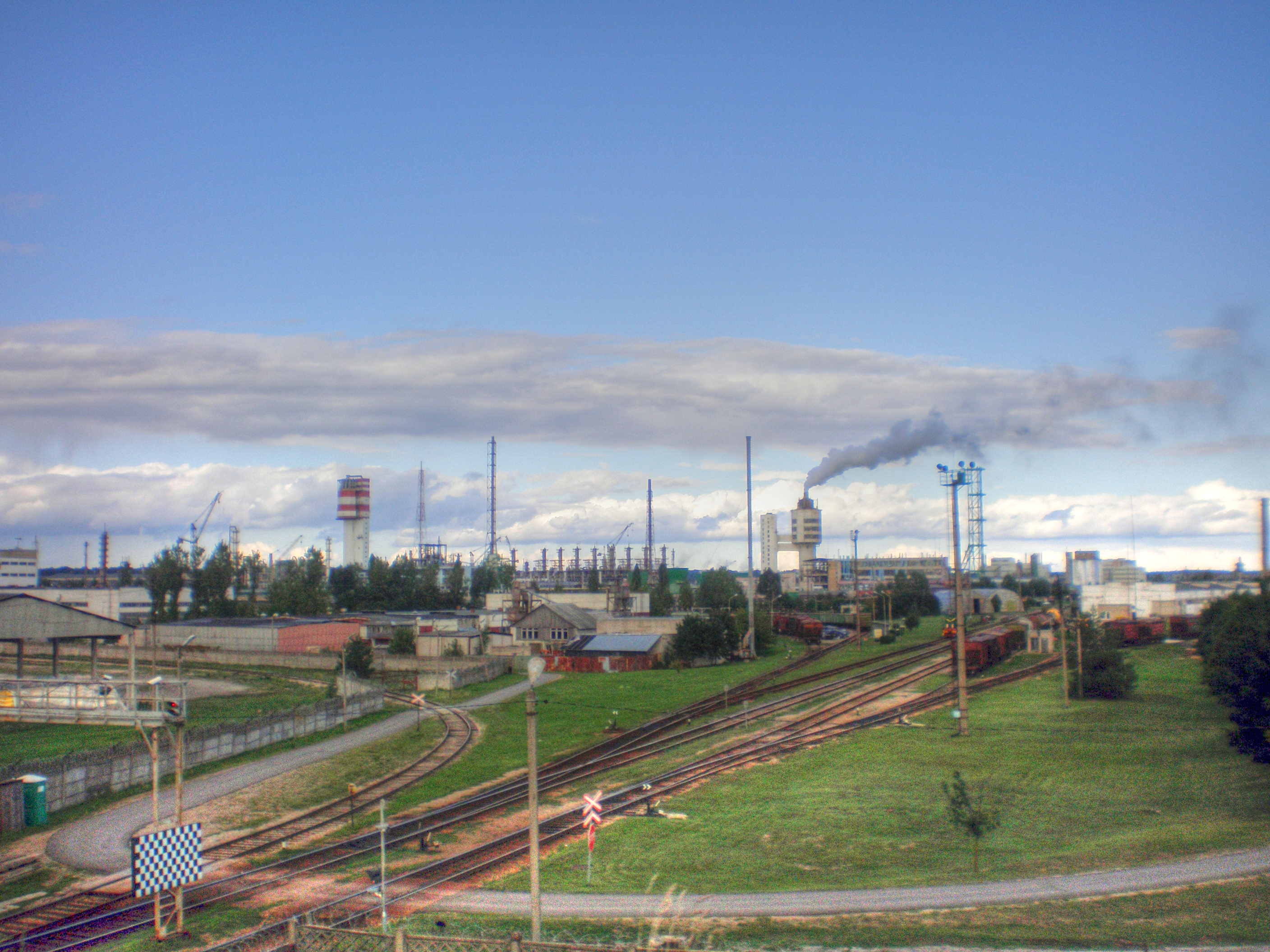
Chemiebetrieb AB Achema

Jonalaukis (dt. Jonas-Feld) ist ein Ort  im Amtsbezirk Rukla, in der Rajongemeinde Jonava, im Bezirk Kaunas, Litauen. 2011 gab es 6 Einwohner. Im Dorf gibt es viele Betriebe der litauischen Unternehmensgruppe Achemos grupė (z. B.,  Düngemittelwerk AB Achema, Handelsunternehmen Agrochema, Gasunternehmen, Gaschema, Packungsunternehmen AB Achempak, Montage-unternehmen AB Iremas, Sistematika, Energieunternehmen UAB Renerga), UAB Ekovalitas  und andere. Hier gibt es auch ein Postamt (LT-55022) von Lietuvos paštas.